# Slottet Klessen

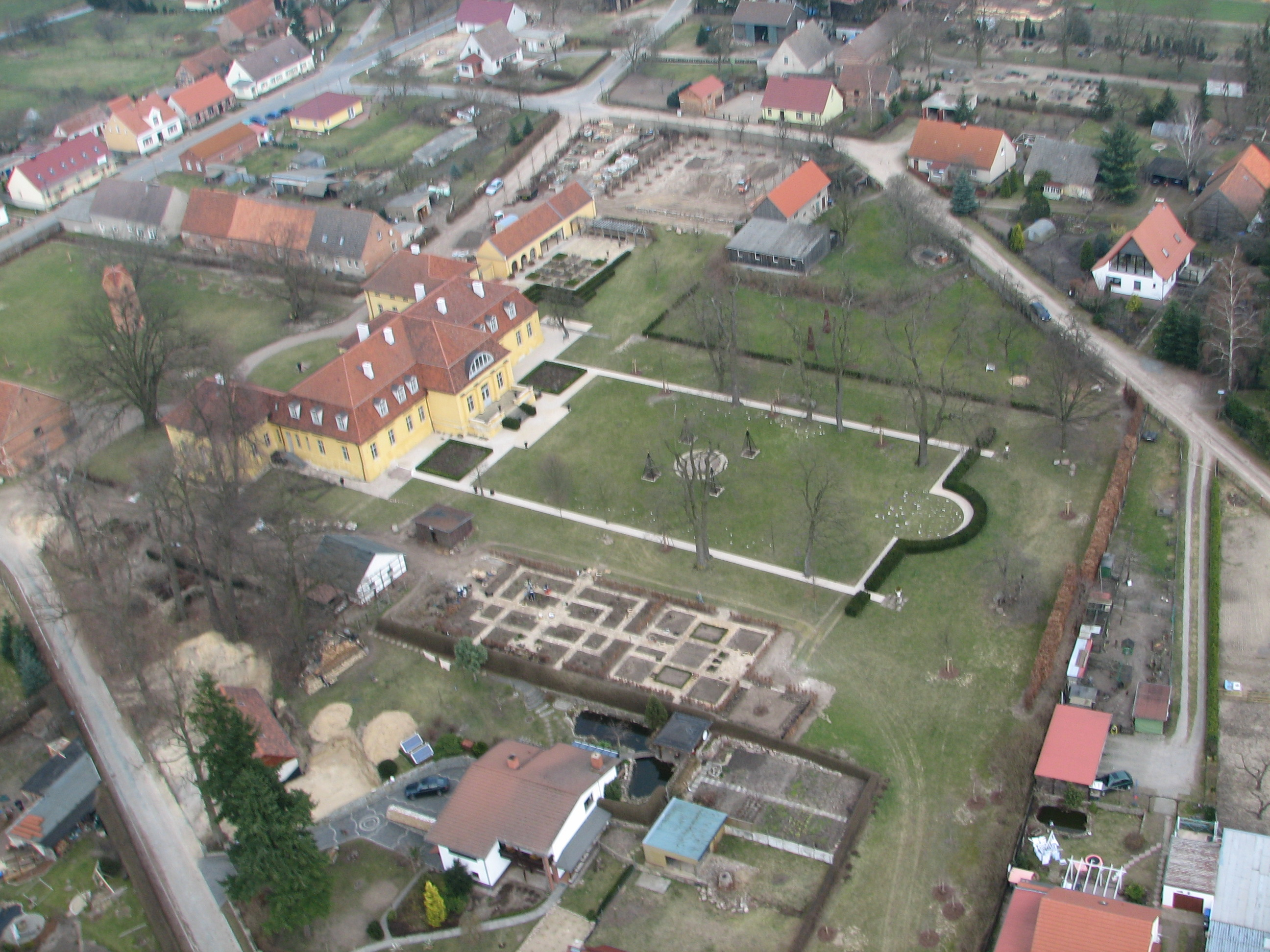
Vy över godset

Slottet Klessen är egentligen en herrgårdsbyggnad i kommunen Klessen-Görne i förbundslandet Brandenburg i Tyskland.
Huvudbyggnaden med tre flyglar uppfördes 1723 och tillhörde adelssläkten Bredow. Året 1929 köptes godset av familjen Rochow och vid slutet av Andra världskriget övertogs byggnaderna 1945 av den sovjetiska armén. Godset fick ingen skötsel fram till 1993 och de flesta byggnaderna var ruiner. Sedan övertogs herrgården av nya ägare som utförde en renovering.
Några rum i slottet hyrs ut till besökare. Andra delar är tillgängliga i samband med Havelländische Musikfestspiele. Mellan maj och november är den tillhörande slottsträdgården med kafé och handelsbod öppen för besökare.
I byn Klessen finns en kyrka från 1698 och ett leksaksmuseum. Söder om slottet ligger naturparken Westhavelland.